# 志道広良
志道 広良（しじ ひろよし）は、戦国時代の武将。毛利氏の家臣。通称は太郎三郎、受領名は上野介、大蔵少輔。安芸国志道城主。父は志道元良。子に志道大蔵少輔、守熊（実相寺住職）、口羽通良、志道就良、坂元貞、志道元信、志道元親など。

## 生涯
応仁元年（1467年）、毛利氏の庶家で代々の毛利氏当主を補佐していた坂氏の一門で、安芸国高田郡志道村に居住して「志道」の苗字を称した志道元良の嫡男として生まれる。
明応9年（1500年）7月14日に父・元良が死去し、その後を継ぐ。同年3月に毛利氏の家督を相続した毛利興元の代から毛利家執権（執政）を務めていたが、興元の弟・元就の器量を早くから見抜き、親交を結んでいた。永正10年（1513年）には、17歳の元就が47歳の広良に差し出した起請文では、両者がよく協力しつつ、主君である興元に忠節を尽くすことを誓っている。広良が元就を並の人物では無いと見抜き、年若い元就に起請文の提出を求めて一人前の武将に育て上げていったとされる。
毛利興元と嫡子の毛利幸松丸が夭折した後、毛利元就とその弟・相合元綱との間で争いが起きると、元就を支持して、他の14人の宿老とともに署名した起請文を提出し、かつ足利将軍家の同意もいち早く取り付けた。その後、元綱を擁立した宿老の坂広秀、渡辺勝の謀反はあったものの、元就に無事家督を相続させることに成功。本家筋の坂広秀が相合元綱を擁して謀叛した際には、元就方として鎮定する側にまわったため、乱の後に次男の志道広昌に途絶えた坂氏の名跡を継がせて、本家を継承せしめた。また、元就が謀叛の背景にいたと思われた尼子経久と縁を切り、一度は離反した大内義興の陣営に復帰しようとした際には、広良が義興の重臣陶興房を説得して復帰を実現させた。以後の広良は元就の軍師的な役割を務めた。
享禄3年（1530年）、尼子経久と息子の塩冶興久が争い、互いに宿敵である大内義隆（義興の子）に援軍を求めた際、陶興房は広良に意見を求めている。その後、毛利元就の意見を容れた大内義興は尼子経久と和睦してこれを支援している。
享禄5年（1532年）7月13日の毛利氏家臣団32名が互いの利害調整を元就に要請した連署起請文では2番目に「志道上野介広良」と署名している。
さらには元就の子・隆元の後見役を務め活躍しており、天文6年（1537年）に隆元が大内義隆の人質として山口に送られた際に随行している。また、天文9年（1540年）の春から、翌10年（1541年）の夏まで1年以上にわたって山口に滞在していたことが判明している、この間に尼子詮久による安芸侵攻が始まり、吉田郡山城では籠城戦が行われている（吉田郡山城の戦い）にも関わらず、執権である広良が山口に留まって本国に戻らなかった理由として、人質になっていた隆元の帰国交渉を行っていたのではないかとする推測がある。
天文15年（1546年）4月、80歳を迎えていた広良は引退を申し入れる。元就もこれを期に家督を隆元に譲る考えを示し、遅くても翌天文16年（1547年）6月までに隆元の毛利家家督継承と広良の執権引退が行われたとみられている（ただし、毛利家中の実権は依然として元就が握っている）。
毛利元就が大内氏を滅ぼした防長経略が終わってすぐの弘治3年（1557年）7月1日に91歳の長寿で死去。嫡男の大蔵少輔には天文8年（1539年）9月13日に先立たれていたため、嫡孫（大蔵少輔の子）の志道元保が跡を継いだ。

## 逸話
- 元就から非常に信頼されており、「（隆元の周辺には）広良のような名宰相がいない」と語られている[6]。また、元就が自筆書状においてかつて自らを支えてくれた家臣の名をあげる際に広良の名を真っ先に挙げている。その他、広良と共に名前を挙げられているのは井上有景、井上俊久、井上俊秀、粟屋元国、国司有純、国司有相である[10]。
- 隆元に「君は船、臣は水」（家臣は水であり、その水が無いと船は浮かばない。また、水は簡単に船をひっくり返す。だからこそ君臣の関係は大切にしなければならない）と、主従関係を例えている。